# Urali settentrionali
Gli Urali settentrionali (in russo Северный Урал?, Severnyj Ural) sono una delle cinque regioni geografiche degli Urali, la più meridionale degli Urali del Nord (Уральский Север), e la più accessibile. Si trova a sud degli Urali subpolari, a nord degli Urali centrali, ad est del bassopiano sarmatico e ad ovest del bassopiano della Siberia occidentale.
Dal punto di vista amministrativo si trovano nella Repubblica dei Komi, nel Circondario autonomo degli Chanty-Mansi-Jugra, nel Territorio di Perm' e nell'Oblast' di Sverdlovsk.

## Descrizione
La catena montuosa si estende dai massicci del Kos'vinskij Kamen' e del Konžakovskij Kamen' verso nord fino alle pendici settentrionali del Tel'posiz, o meglio, alla riva del fiume Ščugor, che lo circonda da nord. La catena corre rigorosamente da sud a nord con diverse creste parallele per una larghezza totale fino a 50-60 km. Il rilievo è di media montagna, con vette piatte, frutto del sollevamento di antiche montagne livellate e dell'impatto delle successive glaciazioni.
Le principali vette degli Urali settentrionali, che si trovano spesso lontano dalla cresta spartiacque, sono: Konžakovskij Kamen' (1 569 m) [1], Denežkin Kamen (1 492 m) [2], Čistop (1 292 m), Otorten (1 182 m, su altri mappe l'altezza è di 1 234 m), Kožim-Iz (1 195 m), Tel'posiz (1 617 m).
Le montagne sono ricche di minerali. Qui vengono estratti tra l'altro: bauxite, manganese e minerali ferrosi.
Gli Urali settentrionali sono molto popolari tra i turisti, specialmente il famigerato "passo di Djatlov", dove, nell' incidente del 1959, persero la vita nove escursionisti in circostanze misteriose mai chiarite.